# Michał Brzuchalski
Michał Brzuchalski (ur. 2 maja 1947 w Krzywnie) – polski trener kajakarstwa. Mistrz Polski w kajakarstwie (K-4 1000 m). Najlepszy trener 1995 w Plebiscycie Przeglądu Sportowego.

## Kariera sportowa
Kajakarstwo zaczął uprawiać w 1963 w Zawiszy Bydogoszcz, a jego największym sukcesem było mistrzostwo Polski w konkurencji K-4 1000 m w 1971 (razem z Konradem Szalą, Henrykiem Kortasem i Lechem Wąsikowskim). Po zakończeniu kariery sportowej w 1975 pracował jako trener w swoim macierzystym klubie. W latach 1991-2001 był trenerem polskiej kadry narodowej seniorów kajakarzy. W tym czasie jego zawodnicy zdobyli wicemistrzostwo olimpijskie w 1992 (Maciej Freimut i Wojciech Kurpiewski w K-2 500 m), trzy brązowe medale olimpijskie (Grzegorz Kotowicz i Dariusz Białkowski w 1992 w konkurencji K-2 1000 m, Piotr Markiewicz w 1996 w konkurencji K-1 500 m), Dariusz Białkowski, Marek Witkowski, Adam Seroczyński i Grzegorz Kotowicz w 2000 w konkurencji K-4 1000 m, cztery tytuły mistrza świata (1994 - Maciej Freimut i Adam Wysocki w K-2 200 m, 1995 - Piotr Markiewicz w K-1 200 m i K-1 500 m, 1999 - Marek Twardowski i Adam Wysocki w K-2 500 m, siedem tytułów wicemistrzów świata i siedem brązowych medali mistrzostw świata, a także trzy tytuły mistrzów Europy, osiem tytułów wicemistrzów Europy i jeden brązowy medal tej imprezy. Następnie prowadził kadrę narodową juniorów w kajakarstwie (2001-2005). W latach 2005-2009 był trenerem kadry narodowej seniorek w kajakarstwie. Jego zawodniczki zdobyły wicemistrzostwo olimpijskie w 2008 (Beata Mikołajczyk i Aneta Konieczna w K-2 500 m, trzy tytuły wicemistrzyń świata, dwa brązowe medale mistrzostw świata, mistrzostwo Europy w 2005 (Beata Mikołajczyk, Edyta Dzieniszewska, Aneta Białkowska i Iwona Pyżalska w K-4 1000 m), trzy tytuły wicemistrzyń Europy, pięć brązowych medali mistrzostw Europy. Wiosną 2009 został trenerem kadry narodowej juniorów w kajakarstwie. Jesienią 2011 został natomiast trenerem kadry narodowej seniorów w kajakarstwie, odpowiedzialnym za dystans 1000 m.

## Wyróżnienia
W Plebiscycie Przeglądu Sportowego został wybrany trenerem roku 1995. W 1998 został odznaczony Krzyżem Kawalerskim Orderu Odrodzenia Polski (Monitor Polski z 1998, nr 45, poz. 629), w 2000 Krzyżem Oficerskim Orderu Odrodzenia Polski (Monitor Polski z 2001, nr 2, poz. 45), a w 2008 Krzyżem Komandorskim Orderu Odrodzenia Polski (Monitor Polski z 2009, nr 25, poz. 339)